# Самбук, Ростислав Феодосьевич
Ростислав Феодосьевич Самбу́к (28 сентября 1923, дер. Копаткевичи (ныне Петриковского района Гомельской области Белоруссии) — 9 июня 1996, Пуща-Водица, Киев) — украинский и советский писатель, журналист.

## Биография
Белорус. Сын учителя. Переехал в Киев, где в 1941 году окончил среднюю школу и поступил в Киевское военное училище связи.
Участник Великой Отечественной войны. Во время обороны Киева в 1941 обморозил руки и ноги, что привело к ампутации пальцев на ногах полностью и на руках частично. Признан инвалидом II-й группы. В 1947 окончил филологический факультет Тартуского университета.
Работал в редакциях украинских областных и республиканских газет, редактором издательства «Радянський письменник» («Советский писатель»). Был членом КПСС. С 1944 года печатался в газетах и журналах с очерками, обзорами, рассказами, статьями. Сценарист. В 1984 по его роману «Горький дым» был снят художественный фильм «Канкан в Английском парке».
Проживал в Ужгороде, Львове, затем до смерти — в Киеве.
Похоронен в с. Плюты Киевской области Обуховского района Киевской области.

## Творчество
Ростислав Самбук известен прежде всего своими книгами детективного жанра и произведениями о разведке и контрразведке.
Наиболее полно на русском языке творчество Р. Самбука представлено в 11-томнике, выходящем с 2018 года в издательстве «Издатель Митин А.С.» (Рязань).
https://fantlab.ru/blogarticle58473